# Stef Boden
Stef Boden (* 31. Juli 1990 in Brasschaat) ist ein belgischer Cyclocrossfahrer.

## Leben
Boden wurde 2006 belgischer Mountainbikemeister im Cross Country der Jugendklasse. Beim Cyclocross gewann Stef Boden in der Juniorenklasse 2007 die Rennen in Ruddervoorde, Niel, Veghel-Eerde, Hofstade und die Provinzialmeisterschaft von Antwerpen. Außerdem wurde er Zweiter bei der belgischen Meisterschaft, die er im nächsten Jahr gewinnen konnte. Des Weiteren gewann er 2008 die Rennen in Lille und in Oostmalle. 2009 fuhr Boden für die Amateurmannschaft AA Drink-BeOne, wo er Zweiter der belgischen U23-Meisterschaft wurde. Seit Mai 2010 fährt er für das Continental Team Sunweb-Revor.
Boden stammt aus einer Radsportfamilie. Er ist der Sohn von Dirk Pauwels, der Bruder von Katrien Pauwels und der Vetter von Dries Pauwels.

## Erfolge
2007/2008
- Belgischer Meister (Junioren)

## Teams
- 2009 AA Drink-BeOne
- 2010 AA Drink Cycling Team (bis 30. April)
- 2010 Sunweb-Revor (ab 1. Mai)
- 2011 Sunweb-Revor
- 2012 Sunweb-Revor